# Ikebana

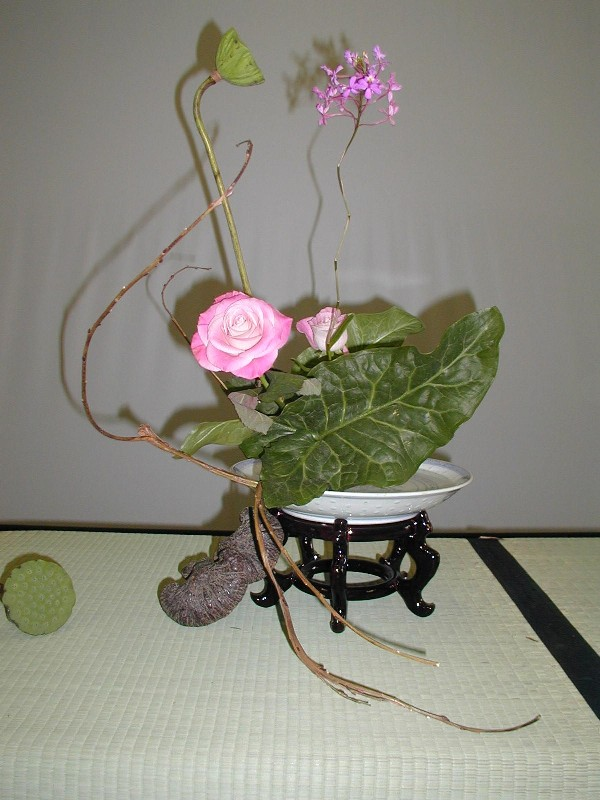
Arreglo floral de ikebana.

Ikebana (生け花?  "Flor viviente") es el nombre usado para denominar el arte japonés de arreglo floral. También es conocido como kadō (華道 ó 花道?) , "el camino de las flores".

## Historia
Con la introducción del budismo en Japón a través de Corea y China en el siglo VI, llegó también la costumbre del kuge, u ofrendas de flores en el altar. Un sacerdote budista de nombre Ono-No-Imoko,  insatisfecho con la forma despreocupada con la que los sacerdotes hacían las ofrendas florales en el altar de Buda, experimentó con arreglos que simbolizaban todo el universo. En sus diseños, las flores y las ramas se dirigían hacia arriba (nunca hacia abajo), y se disponían en grupos de tres para representar la armoniosa relación entre el cielo, el hombre y la tierra.
Los sacerdotes continuaron haciendo arreglos florales durante cientos de años, pero no hay constancia de ninguna forma o diseño que siguiera un sistema particular hasta finales del siglo XV. En esta época, simultáneamente al Renacimiento italiano, Japón experimentó una explosión de desarrollo artístico, y se creó la arquitectura tradicional japonesa, tal y como la conocemos hoy en día, la poesía haiku, el teatro noh, la jardinería y se inició la formación de distintas Escuelas de Ikebana que han ido evolucionando y definiendo sus arreglos desde un punto de vista más tradicional o innovador, fluctuando siempre entre estilos más formales o informales. 
En el siglo XIV, durante el mes de julio, muchos festivales (p.ej. el de Tanabata) se celebraban en los más importantes templos y santuarios. Tales eventos se conocían con el nombre de: Shichiseki-Horaku-no-Hana. Más adelante en el período Kamakura (1192-1333) se puso de moda construir dentro de un cuarto (zashiki) una especie de nicho (Tokonoma) donde se colocaban un arreglo floral, incienso y una vela. Debido a la estrechez del Tokonoma, los arreglos florales se hicieron para ser vistos sólo de frente.

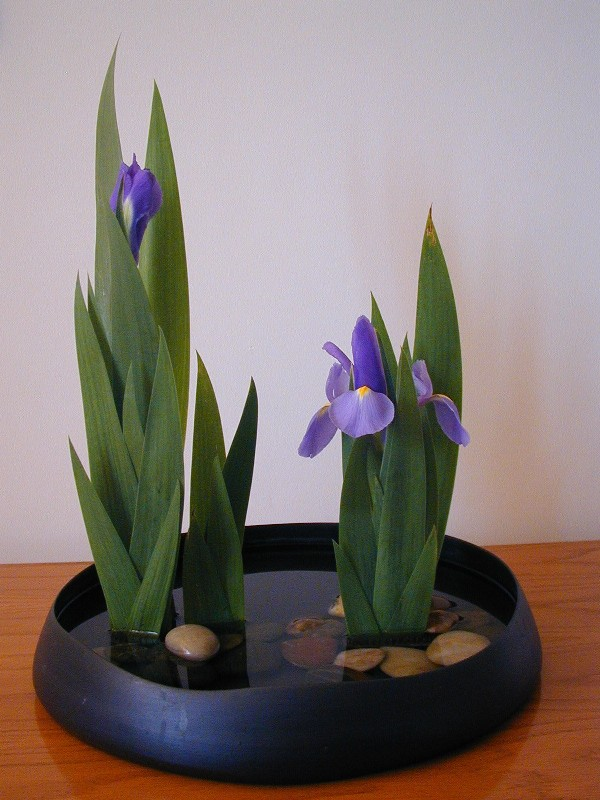
Arreglo de Ikebana.

En dicha época el concurso de flores Hana-Awase llegó a formar parte del concurso de poesía ya existente muchos años atrás: Uta-Awase. Con motivo de estos concursos no solamente se combinaban los dos artes, sino que se exhibían vasijas, contenedores y floreros. Los cortesanos, samuráis y monjes competían por el mejor premio, concursando con flores exóticas o vasijas de delicada belleza traídas de China.
Es la creación del primer arreglo floral, de línea muy estricta, con muchas reglas y restricciones llamado Tatebana (flor de pie/vertical) que se puede considerar como primer estilo que se puede llamar Ikebana. Las ramas y flores se colocó en un florero alto y estrecho. En el libro más antiguo de Ikebana Kaoirai no Kadensho (1499) presenta ilustraciones sobre estos arreglos florales realizados en vasijas, con fondo de arena.
En esa época, el principal maestro de arreglos florales se llamaba Ikenobo Sengyo. Luego, en el siglo XVI, se crearon reglas precisas y complicadas para los arreglos florales. Este daría paso al estilo Rikka establecido por la escuela de Ikenobo.
El estilo Rikka era usado para ocasiones ceremoniales. Surgió un estilo menos formal y complicado llamado Nageire, preferido por la gente común. Muchas escuelas de Ikebana aparecieron durante el período Edo (1603-1868). En 1820, la escuela de Ikenobo, a partir del estilo Nagerie estableció el estilo Shoka que era de nuevo un estilo ortodoxo.
Durante el período Meiji (1868-1912), los estilos de la escuela Ikenobo se consideraron muy estáticos y conservadores. Muchos maestros de Ikebana, influenciados por la cultura occidental, trataron de modernizar el arte del arreglo floral. Surgieron estilos modernos de arreglos florales como el Moribana, principalmente durante el período Taisho (1912-1926). Después de la Segunda Guerra Mundial apareció el estilo libre de Ikebana.
La academia "Sanguetsu" fue creada en junio de 1972 de Mokichi Okada (岡田茂吉), como otra escuela de Ikebana. Se caracteriza por un estilo sencillo y estricto.
En 1977, el director de la escuela Ikenobo dividió el estilo Shoka en dos: el Shofutai que es tradicional y el Shimputai que es más libre y expresivo. Igualmente, el estilo de Ikebana más formal y tradicional, el Rikka, fue dividido en dos estilos en 1999.
Actualmente en Occidente, a pesar del creciente interés por el arte y la arquitectura japonesa, el Ikebana, desafortunadamente, es a veces definido simplemente como unas normas para colocar flores en un recipiente y lograr un efecto decorativo, muy de moda con los gustos estéticos actuales, omitiendo las sutilezas, la riqueza y la profundidad de esta antigua disciplina. Sin embargo, no hay porque adoptar todas las respuestas culturales japonesas acerca de la naturaleza para poder disfrutar y practicar ikebana. Todo lo que se necesita es observar atentamente la forma y fases de crecimiento de las flores y otros elementos vegetales y su desarrollo a lo largo de las estaciones. Los medios de autoexpresión de la naturaleza son muy poderosos y ayudan a desarrollar nuestra habilidad para ver nuevas formas, acentuando la singular belleza de cada elemento, trabajar con la esencia del modelo en la naturaleza permite a la composición expresar mucho con muy poco y expresar con belleza la naturaleza cambiante de todas las cosas.

## Arreglo floral
En la cultura japonesa surgió el ikebana, que desde Occidente puede interpretarse como unas normas para realizar arreglos florales con una estética distinta a la occidental. Pero el ikebana es algo más, es un antiguo arte que emerge de un respeto hacia la naturaleza profundamente arraigado en la cultura japonesa, como otras muchas formas de arte japonés, tales como la caligrafía, la ceremonia del té y la poesía haiku. El ikebana es una disciplina basada en una forma de vivir en comunicación con la naturaleza– un do o filosofía. 
El poeta japonés de Haikai, Matsuo Basho (1644-1694), escribió en uno de sus diarios, “Todos los que logran sobresalir en el arte poseen una cosa en común: una mente en comunión con la naturaleza a lo largo de las estaciones... y todo lo que ve una mente así es una flor y todo lo que una mente así sueña es la luna...”
Se trata de la composición de motivos decorativos mediante flores, aunque también ramas, hojas, frutos y semillas. Además de su propósito estético, también se utiliza como método de meditación, ya que está conectado con el flujo de las estaciones y ciclos de la vida.
El hecho de que las obras sean efímeras, debido al material de que están hechas, lo convierte en un acto de reflexión sobre el paso del tiempo.
El origen de este arte, de más de 500 años de historia, fue religioso, pero actualmente se ha exportado a todo el mundo, y se ha convertido en un hobby de la clase alta europea y norteamericana.
Más que simplemente poner las flores en un recipiente, el ikebana es un arte disciplinado en el que la naturaleza y la humanidad se unen. Contrariamente a la idea del arreglo floral como una colección de acuerdo multicolor de flores, a menudo se hace hincapié en otras áreas de la planta, tales como tallos y hojas, y llama la atención hacia la forma, línea, etc. Aunque ikebana es una expresión creativa, tiene ciertas reglas que rigen su forma. La principal regla es que todos los elementos utilizados en la construcción deben ser de origen orgánico, ya sea ramas, hojas, hierbas, o flores. La intención del artista detrás de cada disposición se ilustra a través de combinaciones de colores de una pieza, las formas naturales, líneas elegantes y generalmente implica el sentido de la disposición. 
Otro aspecto en el presente ikebana es su empleo del minimalismo. Es decir, un arreglo puede consistir en sólo un número mínimo de flores esparcidas entre los tallos y hojas. La estructura de un arreglo floral japonés se basa en un triángulo escaleno definida por tres puntos principales, por lo general ramas, considerada en algunas escuelas para simbolizar el cielo, la tierra y el hombre, y en otros, el sol, la luna y la tierra. El contenedor también es un elemento clave de la composición, y varios estilos de la cerámica pueden ser utilizados en su construcción.

## Aspecto espiritual del Ikebana
El aspecto espiritual de Ikebana se considera muy importante para sus practicantes. El silencio es una necesidad durante las prácticas de ikebana. Es un tiempo para apreciar las cosas en la naturaleza que las personas suelen pasar por alto debido a sus ocupadas vidas. Uno llega a ser más paciente y tolerante hacia las diferencias, no sólo en la naturaleza, sino también en general. Ikebana puede inspirar a identificar con la belleza en todas las formas de arte. Este es también el momento en que uno siente la cercanía a la naturaleza que ofrece la relajación de la mente, cuerpo y alma.

## Ikebana Internacional
Ikebana Internacional es una asociación cultural, sin ánimo de lucro, dedicada a la divulgación y conocimiento del Ikebana, fundada en 1956 y que hoy en día se encuentra presente en más de 60 países y reúne a un número aproximado de 8.500 personas que se organizan a través de capítulos o delegaciones.[cita requerida] La sede de Ikebana Internacional se encuentra en Tokio.